# Plaisir
Plaisir là một xã trong vùng đô thị Paris, thuộc tỉnh Yvelines, vùng hành chính Île-de-France của nước Pháp, có dân số là 31.045 người (thời điểm 1999).

## Các thành phố kết nghĩa
- Baixa da Banheira, Bồ Đào Nha
- Geesthacht, Đức (từ 1975)
- Lowestoft, Vương quốc Anh (từ 1979)
- Bad Aussee, Áo (từ 1982)
- Moita, Bồ Đào Nha (từ 2001)